# مستزة
مستزة هي سلسلة مطاعم أرجنتينية للوجبات السريعة تأسست عام 1998. هي ثاني أكبر سلسلة مطاعم للوجبات السريعة في الأرجنتين، بعد ماكدونالدز متعددة الجنسيات.

## التاريخ
اعتبارًا من يونيو 2011 يوجد في 50 فرعًا لمستزة في جميع أنحاء البلاد، تتواجد في مراكز التسوق وفي الشارع. اعتبارًا من عام 2018 تضاعفت الفروع 110 فرع.